# Ангустрен Вилнев дез Екалд
Ангустрен Вилнев дез Екалд (фр. Angoustrine-Villeneuve-des-Escaldes) насеље је и општина у јужној Француској у региону Лангдок-Русијон, у департману Источни Пиринеји која припада префектури Прад.
По подацима из 2011. године у општини је живело 667 становника, а густина насељености је износила 7,59 становника/km². Општина се простире на површини од 87,87 km². Налази се на средњој надморској висини од 1380 метара (максималној 2.886 m, а минималној 1.235 m).

## Демографија
| 1962. | 1968. | 1975. | 1982. | 1990. | 1999. | 2011. |
| ----- | ----- | ----- | ----- | ----- | ----- | ----- |
| 494   | 505   | 573   | 556   | 600   | 549   | 667   |

График промене броја становника у току последњих година